# Verzorgingsplaats Hooge Aard
Verzorgingsplaats Hooge Aard is een Nederlandse verzorgingsplaats, gelegen aan de A58 Vlissingen-Eindhoven tussen afritten 13 en 12, ten oosten van Breda, in de gemeente Gilze en Rijen.
Bij de verzorgingsplaats zijn geen voorzieningen aanwezig.
Aan de andere kant van de snelweg ligt verzorgingsplaats Lage Aard.
Richting Vlissingen: Kriekampen · Brehees · Blaak · Molenheide · Lage Aard · Bremberg · Hoezaar · Spuitendonk · Wouwse Tol Noord · 't Scheld · Vliete · Selnisse
Richting Eindhoven: Arnemuiden · Vliedberg · Voetpomp · Het Rak · Wouwse Tol Zuid · Mastpolder · Liesbos · Hooge Aard · Raakeind · Leikant · Kerkeind · Kloosters